# Avricourt (Oise)
Pour les articles homonymes, voir Avricourt.
Avricourt est une commune française située dans le département de l'Oise en région Hauts-de-France.

## Géographie

### Description

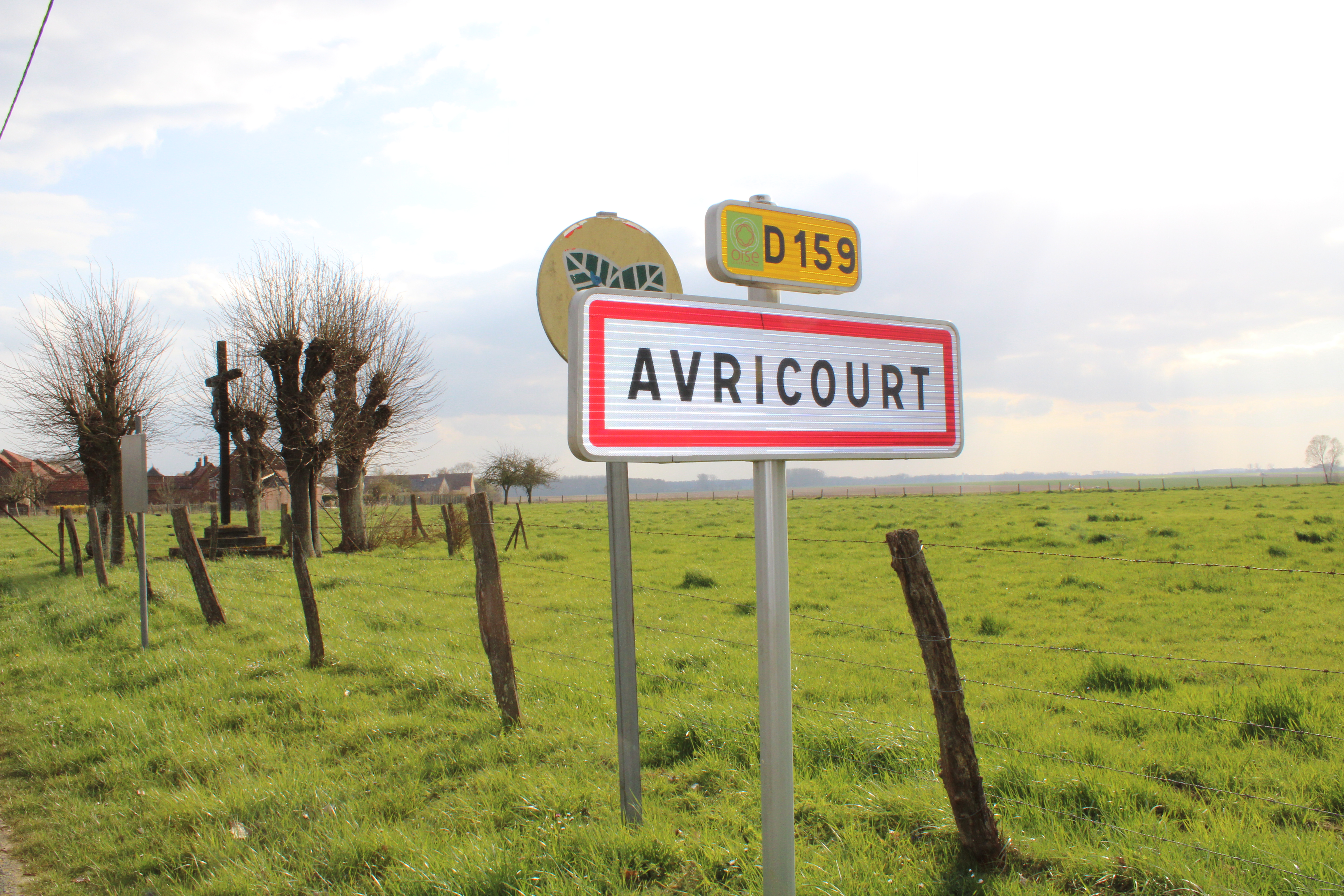
Entrée du village.

Avricourt est un village rural picard de l'Oise situé à 13 km au nord-ouest de Noyon, 48 km au sud-est d'Amiens, 38 km au sud-ouest de Saint-Quentin et à 60 km au nord-est de Beauvais.
Le territoire de la commune, limité au nord-est par le tracé de l'ancienne route nationale 334 (actuelle RD 934), forme une plaine couverte de bois vers le sud.

### Communes limitrophes
La RD 934 sépare la commune au nord de Margny-aux-Cerises et de Beaulieu-les-Fontaines

### Hydrographie

#### Réseau hydrographique
La commune est traversée par la ligne de partage des eaux entre les bassins hydrographiques Artois-Picardie et Seine-Normandie. Elle est drainée par l'Avre, l'Avricourt et le Pavé,.
L'Avre, d'une longueur de 66 km, prend sa source dans la commune de Amy, à 81 m d'altitude, et se jette  dans la Somme à Longueau, à 24 m d'altitude, après avoir traversé 31 communes.

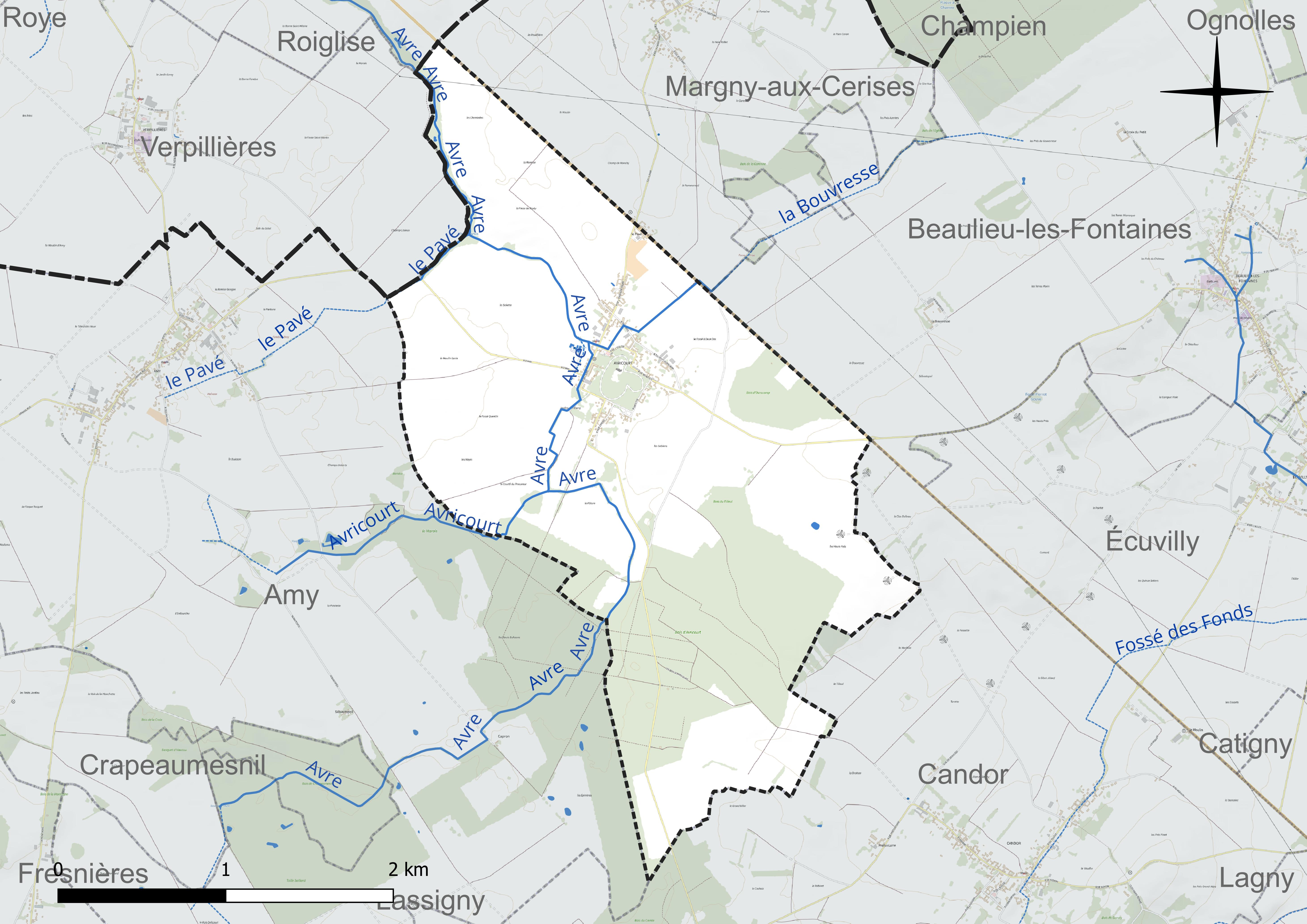
Réseau hydrographique d'Avricourt.

#### Gestion et qualité des eaux
Le territoire communal est couvert par le schéma d'aménagement et de gestion des eaux (SAGE) « Sensée ». Ce document de planification concerne un territoire de 1 835 km2 de superficie, délimité par le bassin versant de la Somme canalisée. Le périmètre a été arrêté le 29 avril 2010 et le SAGE proprement dit a été approuvé le 6 août 2019. La structure porteuse de l'élaboration et de la mise en œuvre est le syndicat mixte d'aménagement hydraulique du bassin versant de la Somme (AMEVA).
La qualité des cours d'eau peut être consultée sur un site dédié géré par les agences de l'eau et l'Agence française pour la biodiversité.

### Climat
Pour des articles plus généraux, voir Climat des Hauts-de-France et Climat de l'Oise.
En 2010, le climat de la commune est de type climat océanique dégradé des plaines du Centre et du Nord, selon une étude du CNRS s'appuyant sur une série de données couvrant la période 1971-2000. En 2020, Météo-France publie une typologie des climats de la France métropolitaine dans laquelle la commune est exposée à un climat océanique et est dans la région climatique Nord-est du bassin Parisien, caractérisée par un ensoleillement médiocre, une pluviométrie moyenne régulièrement répartie au cours de l'année et un hiver froid (3 °C).
Pour la période 1971-2000, la température annuelle moyenne est de 10,4 °C, avec une amplitude thermique annuelle de 14,7 °C. Le cumul annuel moyen de précipitations est de 699 mm, avec 11 jours de précipitations en janvier et 8,7 jours en juillet. Pour la période 1991-2020, la température moyenne annuelle observée sur la station météorologique la plus proche, située sur la commune de Rouvroy-en-Santerre à 17 km à vol d'oiseau, est de 10,8 °C et le cumul annuel moyen de précipitations est de 635,8 mm,. Pour l'avenir, les paramètres climatiques de la commune estimés pour 2050 selon différents scénarios d'émission de gaz à effet de serre sont consultables sur un site dédié publié par Météo-France en novembre 2022.

## Urbanisme

### Typologie
Au 1er janvier 2024, Avricourt est catégorisée commune rurale à habitat dispersé, selon la nouvelle grille communale de densité à sept niveaux définie par l'Insee en 2022.
Elle est située hors unité urbaine et hors attraction des villes,.

### Occupation des sols
L'occupation des sols de la commune, telle qu'elle ressort de la base de données européenne d'occupation biophysique des sols Corine Land Cover (CLC), est marquée par l'importance des territoires agricoles (71 % en 2018), une proportion sensiblement équivalente à celle de 1990 (71,6 %). La répartition détaillée en 2018 est la suivante : 
terres arables (71 %), forêts (22,8 %), zones urbanisées (6,2 %). L'évolution de l'occupation des sols de la commune et de ses infrastructures peut être observée sur les différentes représentations cartographiques du territoire : la carte de Cassini (XVIIIe siècle), la carte d'état-major (1820-1866) et les cartes ou photos aériennes de l'IGN pour la période actuelle (1950 à aujourd'hui).

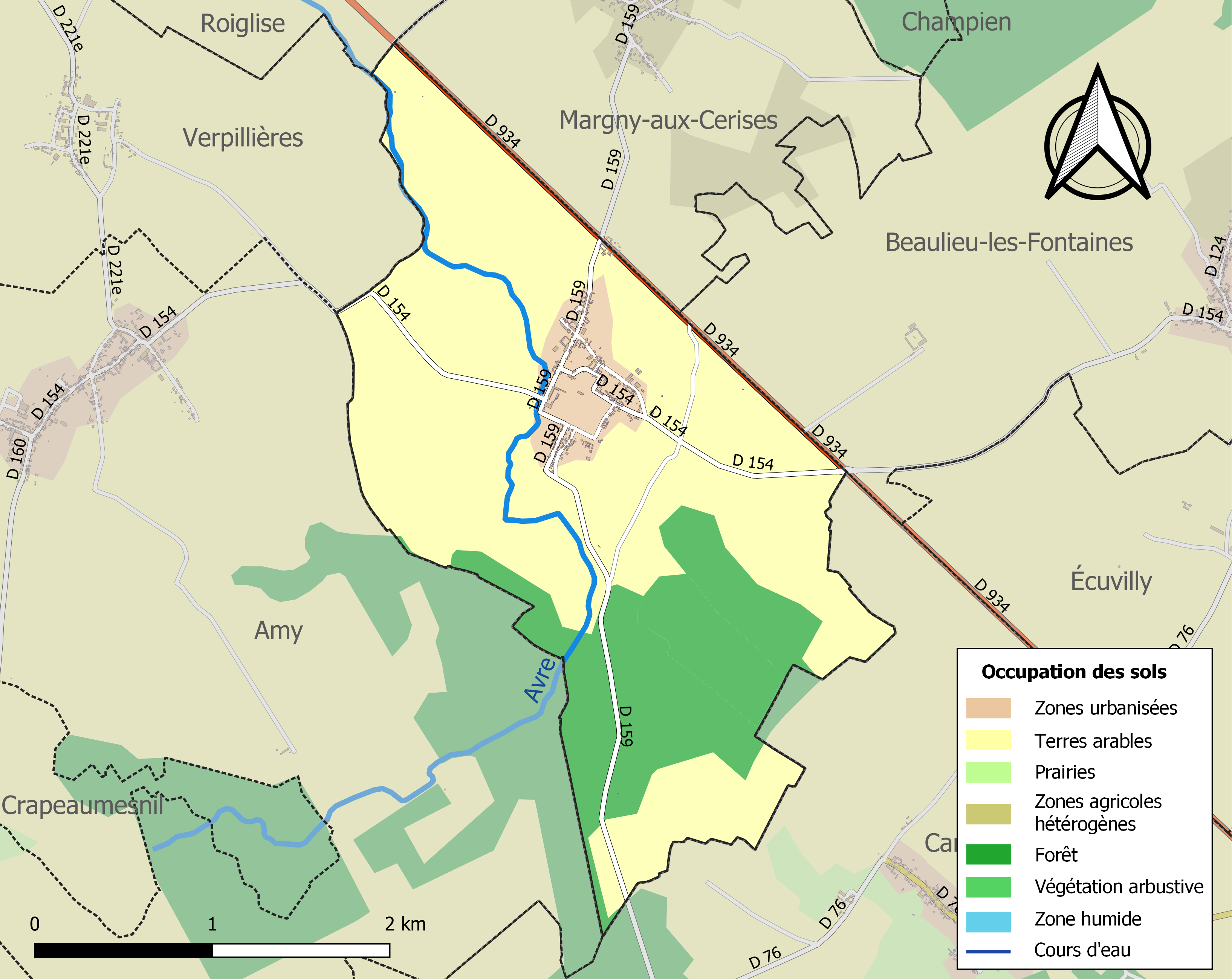
Carte des infrastructures et de l'occupation des sols de la commune en 2018 (CLC).

### Habitat et logement
En 2018, le nombre total de logements dans la commune était de 138, alors qu'il était de 122 en 2013 et de 120 en 2008.
Parmi ces logements, 79,7 % étaient des résidences principales, 5,7 % des résidences secondaires et 14,6 % des logements vacants. Ces logements étaient pour 93,1 % d'entre eux des maisons individuelles et pour 6,9 % des appartements.
Le tableau ci-dessous présente la typologie des logements à Avricourt en 2018 en comparaison avec celle de l'Oise et de la France entière. Une caractéristique marquante du parc de logements est ainsi une proportion de résidences secondaires et logements occasionnels (5,7 %) supérieure à celle du département (2,5 %) et à celle de la France entière (9,7 %). Concernant le statut d'occupation de ces logements, 73,6 % des habitants de la commune sont propriétaires de leur logement (73,2 % en 2013), contre 61,4 % pour l'Oise et 57,5 pour la France entière.
| Typologie                                               | Avricourt | Oise | France entière |
| ------------------------------------------------------- | --------- | ---- | -------------- |
| Résidences principales (en %)                           | 79,7      | 90,4 | 82,1           |
| Résidences secondaires et logements occasionnels (en %) | 5,7       | 2,5  | 9,7            |
| Logements vacants (en %)                                | 14,6      | 7,1  | 8,2            |

### Voies de communication et transports
La commune est desservie, en 2023, par les lignes 679 et 6307 du réseau interurbain de l'Oise.

## Toponymie
Le nom de la localité est attesté sous les formes Avricurtis en 977, Diviscurt en 1146, Diviscort en 1210, puis Deviscort, Deniscort, Devicort, Denicourt. À partir du XVIIIe siècle : Auricourt ou Avricourt, et Avricourt en 1793.

## Histoire
Selon Émile Coët, sous Ancien Régime, « la terre d'Avricourt relevait de l'évéché de Noyon, qui l'avait érigée en mairie ; les vassaux devaient différents droits féodaux à l'évêque, entre autres : celui d'armoire qui se prélevait sur les jeunes mariés (propotestate exercendi carnalem copulationem cum uxore), le droit de Keut-a-court (couvertures) et celui de fouage [galette cuite) ».
En 1850, la commune disposait d'une école, de deux places publiques, et de cinq hectares de marais communaux.
Lors de la Première Guerre mondiale, Avricourt est occupé par l'armée allemande dès le 30 août 1914. Une partie de ses habitants étant demeurée sur place, les hommes en âge de se battre sont faits prisonniers et déportés en Allemagne.
La commune est libérée le 18 mars 1917 à la suite du repli allemand « Alberich », mais les habitants ont été déplacés, les « bouches inutiles » vers Noyon, les autres à l'arrière des nouvelles lignes.
La commune redevient ainsi française pendant une année mais demeure en zone avancée sous contrôle militaire strict. Le 24 mars 1918, trois jours après une offensive allemande au départ de Saint-Quentin, la commune est de nouveau envahie mais ses habitants ont eu le temps de fuir sur ordre d'évacuation de l'armée française et dans la crainte de vivre une nouvelle occupation.
Avricourt est définitvement libérée le 2 septembre 1918.
Le village est considéré comme détruit à la fin de la guerre et a  été décoré de la Croix de guerre 1914-1918, le 15 février 1921.

Les destructions de la Première Guerre mondiale
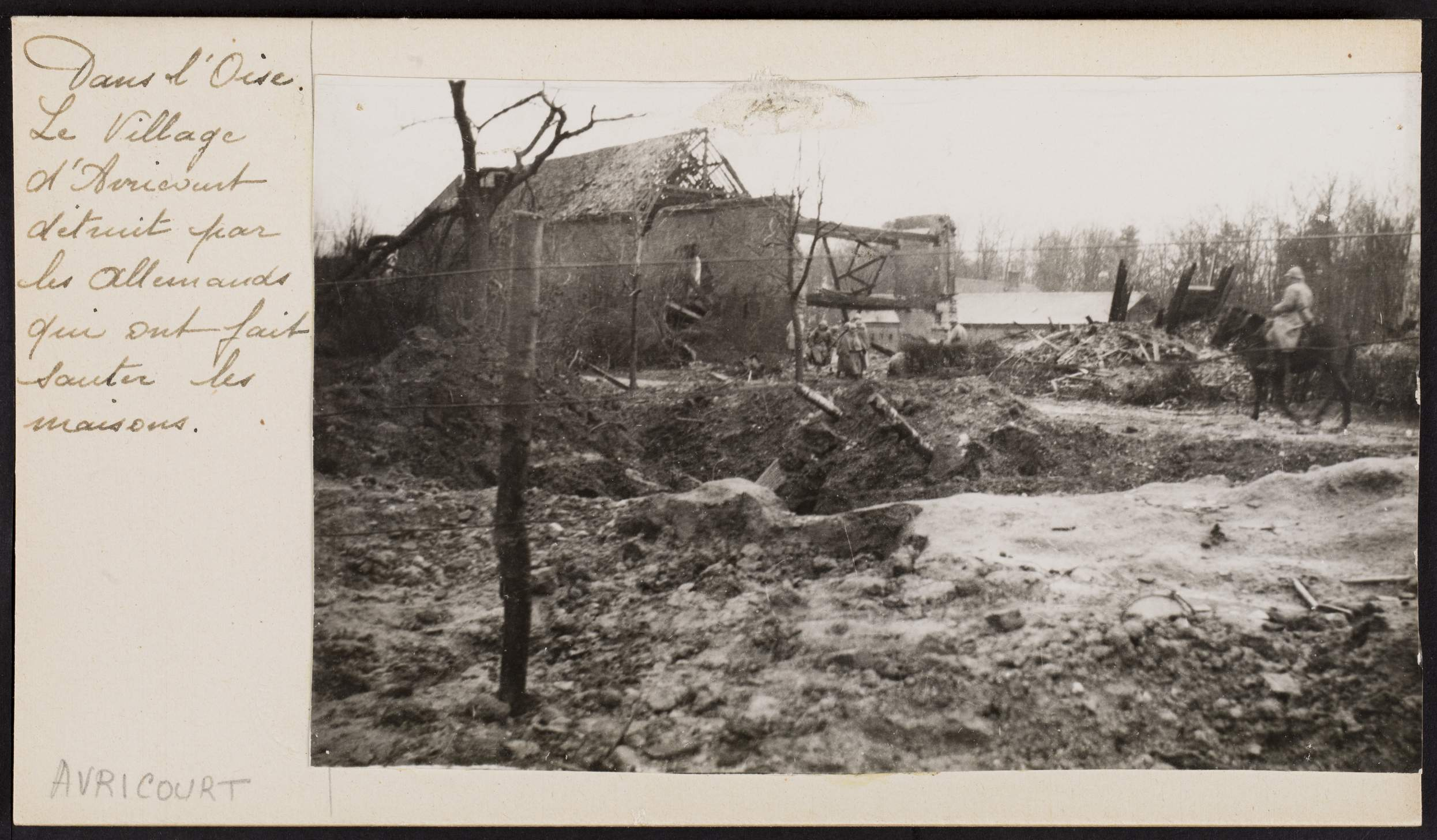
Les ruines du château
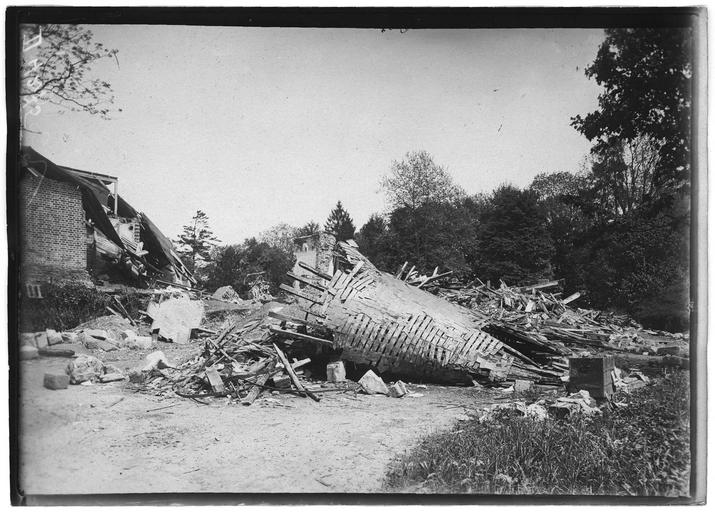
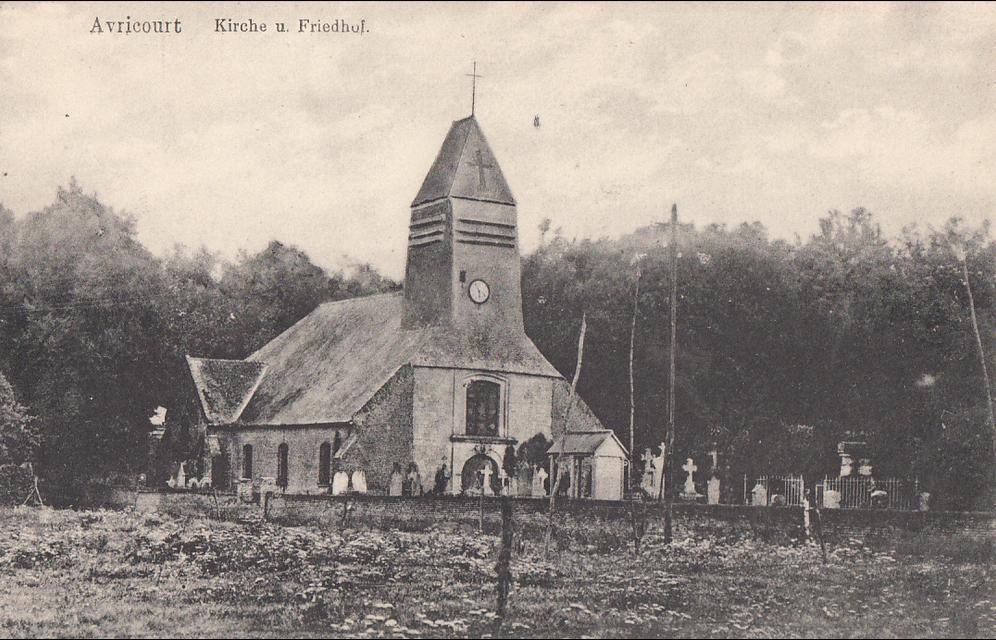
L'église (carte postale allemande de 1917)

## Politique et administration

### Rattachements administratifs et électoraux

#### Rattachements administratifs
La commune se trouve depuis 1926 dans l'arrondissement de Compiègne du département de l'Oise.
Elle faisait partie depuis 1802 du canton de Lassigny. Dans le cadre du redécoupage cantonal de 2014 en France, cette circonscription administrative territoriale a disparu, et le canton n'est plus qu'une circonscription électorale.

#### Rattachements électoraux
Pour les élections départementales, la commune fait partie depuis 2014 du canton de Thourotte
Pour l'élection des députés, elle fait partie de la sixième circonscription de l'Oise.

### Intercommunalité
Avricourt est membre de la communauté de communes du Pays des Sources, un établissement public de coopération intercommunale (EPCI) à fiscalité propre créé en 1997 et auquel la commune a transféré un certain nombre de ses compétences, dans les conditions déterminées par le code général des collectivités territoriales.

### Liste des maires
| Période                                  | Période                       | Identité                          | Étiquette    | Qualité |
| ---------------------------------------- | ----------------------------- | --------------------------------- | ------------ | --- |
| Les données manquantes sont à compléter. |                               |                                   |              | |
|                                          |                               | Fernand Léopold Balny d'Avricourt | Républicain  | Comte Balny d'Avricourt Secrétaire d'ambassade, Conseiller général de Lassigny (1871 → 1879) Chevalier de la Légion d'honneur |
|                                          |                               | Gaston Léopold Balny d'Avricourt  |              | |
| Les données manquantes sont à compléter. |                               |                                   |              | |
| avant 1962                               |                               | Raoul Thomas                      |              | |
| avant 1981                               |                               | Joseph Cavel                      |              | |
| Les données manquantes sont à compléter. |                               |                                   |              | |
| mars 2001                                | En cours (au 2 décembre 2020) | Roger Parzybut                    | DVG puis UMP | Retraité Réélu pour le mandat 2014-2020,                                                                                      |

### Politique de développement durable
Le parc éolien de d'Avricourt, Candor et Écuvilly est un ensemble de 12 éoliennes mis en service en 2019 par Volkswind France pour le fournisseur d'électricité SER, ce qui génère une recette fiscale importante pour les communes concernées. L'installation est censée produire assez d'électricité pour alimenter une ville de 24 000 habitants.

## Population et société

### Démographie

#### Évolution démographique
L'évolution du nombre d'habitants est connue à travers les recensements de la population effectués dans la commune depuis 1793. Pour les communes de moins de 10 000 habitants, une enquête de recensement portant sur toute la population est réalisée tous les cinq ans, les populations de référence des années intermédiaires étant quant à elles estimées par interpolation ou extrapolation. Pour la commune, le premier recensement exhaustif entrant dans le cadre du nouveau dispositif a été réalisé en 2005.

En 2022, la commune comptait 237 habitants, en évolution de −6,69 % par rapport à 2016 (Oise : +0,87 %, France hors Mayotte : +2,11 %).
| 1793 | 1800 | 1806 | 1821 | 1831 | 1836 | 1841 | 1846 | 1851 |
| ---- | ---- | ---- | ---- | ---- | ---- | ---- | ---- | ---- |
| 228  | 239  | 284  | 281  | 307  | 320  | 317  | 334  | 306  |

| 1856 | 1861 | 1866 | 1872 | 1876 | 1881 | 1886 | 1891 | 1896 |
| ---- | ---- | ---- | ---- | ---- | ---- | ---- | ---- | ---- |
| 288  | 290  | 316  | 293  | 295  | 312  | 311  | 280  | 260  |

| 1901 | 1906 | 1911 | 1921 | 1926 | 1931 | 1936 | 1946 | 1954 |
| ---- | ---- | ---- | ---- | ---- | ---- | ---- | ---- | ---- |
| 257  | 267  | 243  | 214  | 221  | 229  | 232  | 231  | 258  |

| 1962 | 1968 | 1975 | 1982 | 1990 | 1999 | 2005 | 2006 | 2010 |
| ---- | ---- | ---- | ---- | ---- | ---- | ---- | ---- | ---- |
| 205  | 185  | 174  | 188  | 195  | 216  | 253  | 254  | 264  |

| 2015 | 2020 | 2022 | - | - | - | - | - | - |
| ---- | ---- | ---- | - | - | - | - | - | - |
| 254  | 245  | 237  | - | - | - | - | - | - |

#### Pyramide des âges
En 2018, le taux de personnes d'un âge inférieur à 30 ans s'élève à 33,5 %, soit en dessous de la moyenne départementale (37,3 %). À l'inverse, le taux de personnes d'âge supérieur à 60 ans est de 33,1 % la même année, alors qu'il est de 22,8 % au niveau départemental.
En 2018, la commune comptait 133 hommes pour 122 femmes, soit un taux de 52,16 % d'hommes, largement supérieur au taux départemental (48,89 %).
Les pyramides des âges de la commune et du département s'établissent comme suit.
| Hommes | Classe d’âge | Femmes |
| ------ | ------------ | ------ |
| 0,8    | 90 ou +      | 0,9    |
| 7,8    | 75-89 ans    | 9,4    |
| 20,3   | 60-74 ans    | 27,4   |
| 14,8   | 45-59 ans    | 14,5   |
| 19,5   | 30-44 ans    | 17,9   |
| 19,5   | 15-29 ans    | 11,1   |
| 17,2   | 0-14 ans     | 18,8   |

| Hommes | Classe d’âge | Femmes |
| ------ | ------------ | ------ |
| 0,5    | 90 ou +      | 1,4    |
| 5,5    | 75-89 ans    | 7,6    |
| 15,6   | 60-74 ans    | 16,3   |
| 20,8   | 45-59 ans    | 20     |
| 19,4   | 30-44 ans    | 19,4   |
| 17,6   | 15-29 ans    | 16,2   |
| 20,6   | 0-14 ans     | 19,1   |

## Culture locale et patrimoine

### Lieux et monuments
- Église Saint-Éloi  du XVIIIe siècle, la seule du secteur à avoir survécu aux batailles de Noyon lors de la Première Guerre mondiale. L'autel est inscrit[34]. Des opérations de rénovations sont programmées[35] ou en cours, notamment par l'organisation de chantiers de bénévoles par l'association « Concordia ».

- Le château. 
En 1850, Louis Graves indiquait qu'il appartenait  « à M. le comte de Lourencourt », et était  « un bel édifice en briques et chaines de pierre, à haut pignon, qui a été construit en 1540 ; il est orné de deux tourelles et de deux pavillons ajoutés en 1758. On remarque sur la façade exposée au nord, au-dessus des fenêtres, cinq médaillons de ronde-bosse, représentant sans doute des portraits d'anciens seigneurs[20] » .
Pendant la Première Guerre mondiale, cet édifice est rasé en 1917 par l'armée allemande. L'édifice actuel est  une grande maison bourgeoise reconstruite avec les dommages de guerre, et il ne reste de l'ancien château qu'une partie des murs d'enceinte et un parc arboré en plein cœur du village[17].
- Monument aux morts, le long de la Route Départementale RD 154[36]. Un monument aux morts allemand de la Première Guerre mondiale, édifié en souvenir des tués du 9e corps d'armée de réserve, a éxisté[37]

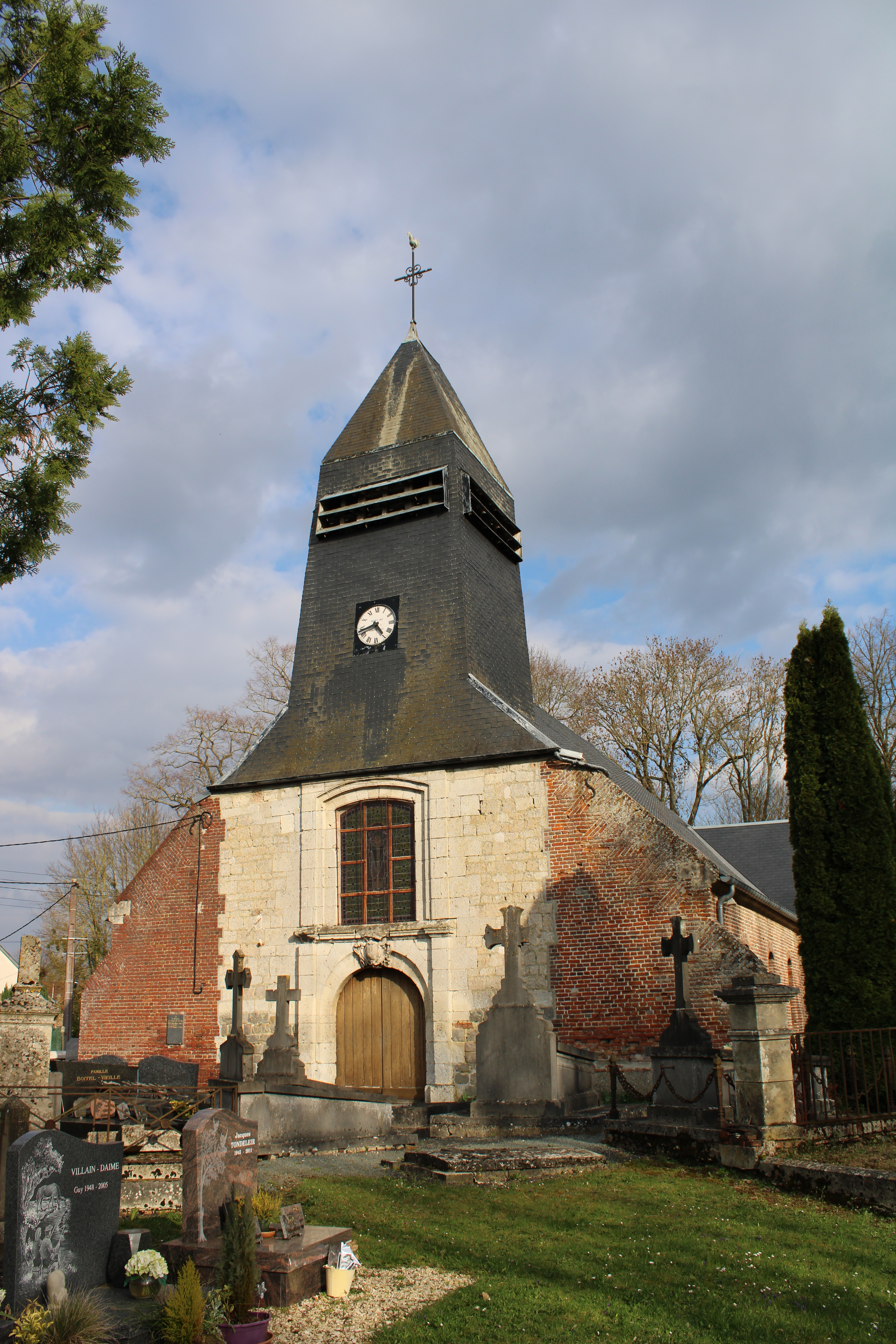
L(église
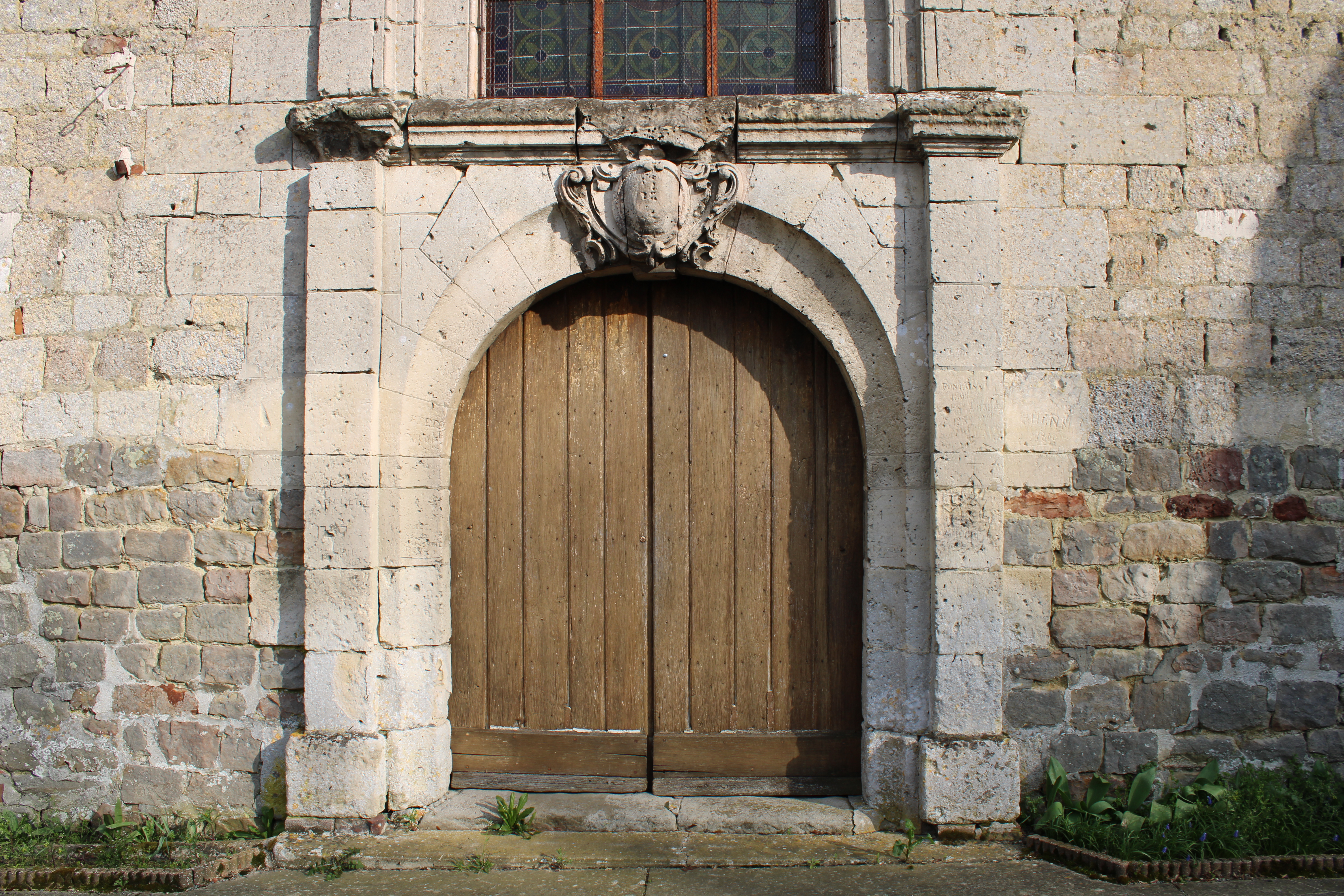
Portail de l'église
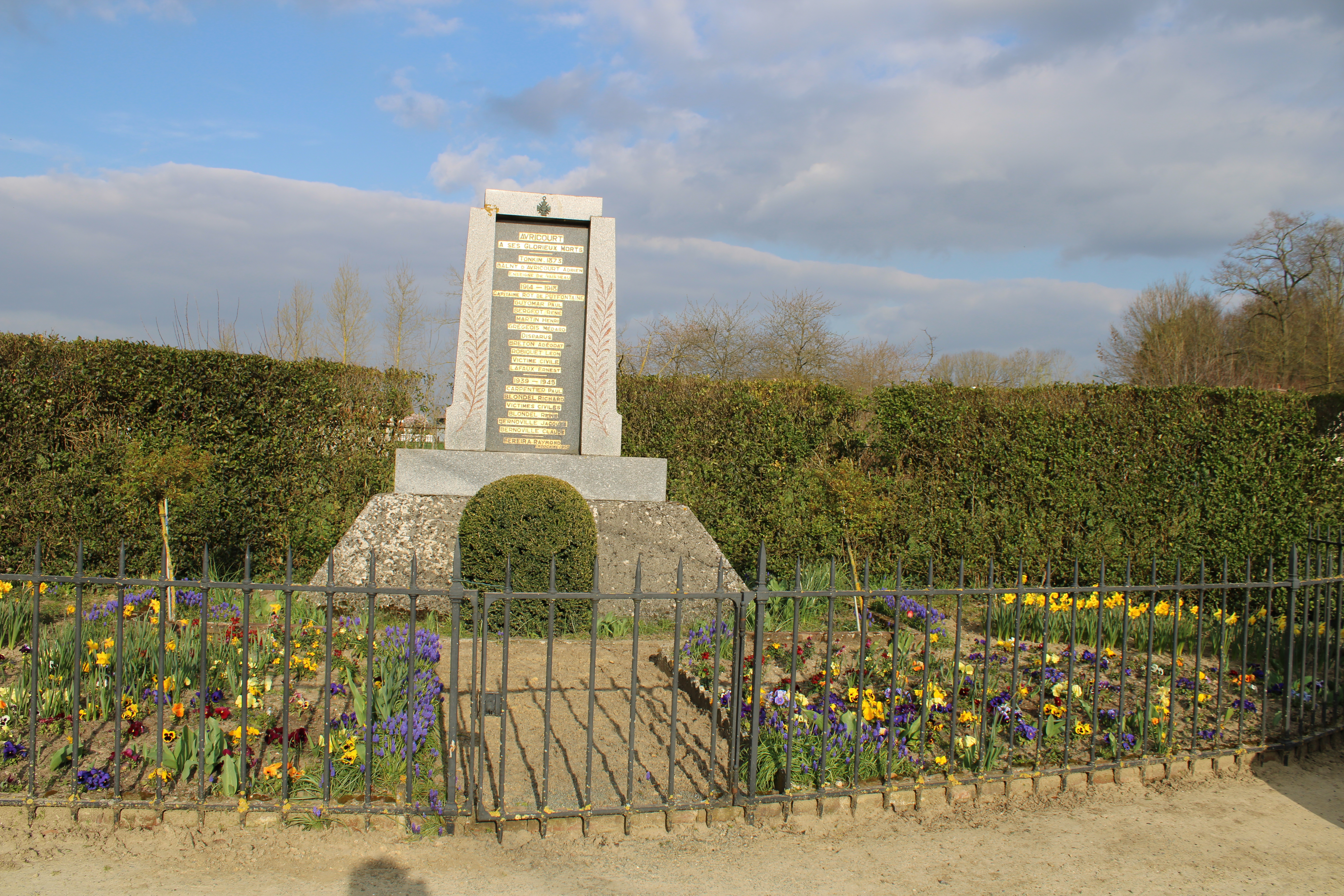
Le monument aux morts.

### Personnalités liées à la commune
La famille Balny a acheté le titre de noblesse d'Avricourt en 1877.
- L'un de ses membres, Adrien-Paul Balny d'Avricourt, mort pour la France à 24 ans lors de la  conquête de la Cochinchine et du Tonkin[38], est enterré dans le petit cimetière de la commune. Son nom a été donné à trois vaisseaux de la marine nationale :  un torpilleur en 1884, un aviso-aviso-canonnière en 1921 et, en 1970, un aviso-escorteur (Enseigne Balny d'Avricourt)[39],[17].

### Héraldique
| Blason de Avricourt | Blason  | D'or à un sautoir d'azur, cantonné de 4 merlettes de gueules.                                                 |
| Blason de Avricourt | Détails | Depuis 1975, les armoiries des Balny sont celles d'Avricour. Le statut officiel du blason reste à déterminer. |